# Dih Salah (huyện)
Dih Salah là một huyện thuộc tỉnh Baghlan, Afghanistan. Dân số thời điểm năm 1999 là -24,1 người.